# 손주은
손주은(孫主恩, 1961년 3월 21일 ~)은 대학수학능력시험 사회탐구 영역 강사이자 교육 학원 메가스터디를 설립한 대한민국의 기업인이다.
경남 창원에서 태어나 부산동성고등학교를 졸업하고, 세번의 대학입시 끝에 1981년 서울대학교에 입학하여, 1986년 결혼한  1988년 서울대학교 서양사학과를 졸업하였다. 강남의 학원에서 사회탐구 강사로 명성을 얻은 뒤, 1998년 홈쇼핑 채널을 보고 인터넷 강의 시대가 올 것을 예감, 2000년 7월 자본금 3억원으로 메가스터디를 설립하였다. 메가스터디는 2004년 코스닥에 상장했으며, 2008년도 매출 2000억원을 돌파하였다.

## 학력사항
- 1979년 2월 - 부산 동성고등학교 졸업
- 1987년 8월 - 서울대학교 서양사학과 졸업

## 경력사항
- 2000년 7월 12일 ~ 2014년 10월 : 메가스터디㈜ 대표이사
- 2007년 - 코스닥 상장 법인 협의회 이사
- 2008년 5월 14일 ~ 현재 : 메가엠디㈜ 이사
- 2011년 6월 3일 ~ 현재 : ㈜아이비김영 이사
- 서울대학교 총동창회 부회장

## 수상 내역
- 2006년 3월 - '2006 한국의 100대 CEO'에 선정 [매경이코노미]
- 2006년 12월 - 제 5회 한국 재무혁신 기업대상 최우수상 수상 [한국CFO협회]
- 2007년 10월 - '모범 납세기업' 표창 [서울지방국세청장]
- 2007년 11월 - '2007 베스트 CEO 10인'에 선정 [월간CEO]
- 2007년 12월 - 아이뉴스24 '올해의 인물' 선정 [아이뉴스24]
- 2007년 12월 - 'CEO가 뽑은 2007 올해의 CEO' 벤처기업부문 1위 [이코노미스트]
- 2008년 - 2008 '올해의 CEO(성장기업부문)'에 선정 [한경비즈니스]
- 2008년 4월 - 2008 '한국의 100대 CEO'에 선정 [매경이코노미]
- 2008년 6월 - 제3회 대한민국 코스닥 대상 '최우수 경영상' 수상 [코스닥상장법인협의회]
- 2009년 3월 - 2009 '한국의 100대 CEO'에 선정 [매경이코노미]
- 2009년 6월 - 2009년도 투명회계대상 수상 [한국회계학회]
- 2009년 11월 - 제 9회 한국 IR대상 '대상' 수상 [한국IR서비스]
- 2010년 1월 - '제1회 자랑스런 서울대 사학인'에 선정
- 2010년 3월 - 2010 '한국의 100대 CEO'에 선정 [매경이코노미]

## 가족
아버지 손용택은 지역 정치인으로 활동하였다.
6남매의 첫째로, 그의 남동생 손성은과 여동생 손은진은 메가스터디의 경영에 참여하고, 여동생 손은실은 종교학자로, 손은정은 장애인 복지 및 기독교 사역에 종사하고 있다. 아버지 손용택의 장녀인 여동생 손은희는 주부이지만, 손은희의 남편이 메가스터디 경영에 참여하고 있다.
20대에 결혼하여 아내와의 사이에 1남1녀를 얻었으나 교통사고로 잃은 뒤 1남1녀를 다시 낳았다.

## 저서
- 고3혁명[깨진 링크(과거 내용 찾기)] - '고3혁명'은 공부방법론 저서로, 손주은 대표가 20여 년 간 고3 수험생을 가르치면서 축적해 온 공부에 대한 노하우를 모두 담은 책이다.

## 관련 방송
- 팟캐스트 인생수업 메가스터디 손주은 회장편 보관됨 2013-11-26 - 웨이백 머신 
2013년 8월에는 팟캐스트 녹음현장에서 대학생들을 대상으로 강연을 하기도 했다.